# Юсуф и Зулейха
Юсуф и Зулейха (арабски: يوسف زلیخا‎‎) е коранския стих за Юсуф (Йосиф) и Зулейха (известна в Библията просто като жената на Потифар). Предавана е безброй пъти на много езици, говорени от мюсюлмани, най-вече персийски и урду. Най-известната версия е написана от персиеца Джами (1414 – 1492) в неговата „Седемте трона“.
Историята има много разработки и може да има суфиска интерпретация, където похотта на Зулейха към Юсуф представлява копнежа на душата към бога.